# História das Fiji
A história das Fiji inicia com a chegada dos primeiros seres humanos ao arquipélago de Fiji, que seriam os austronésios oriundos do Sudeste Asiático. O primeiro europeu a desembarcar nas ilhas foi o holandês Abel Tasman em 1643.
Com as posteriores visitas dos britânicos James Cook em 1774 e William Bligh em 1789, bem como a descoberta do sândalo na região, despertou o crescente interesse do Reino Unido, que estabeleceu, em 1822, o primeiro assentamento em Fiji. O país só se tornaria uma colônia britânica de fato em outubro de 1874 e assim permaneceria até por quase um século, quando alcançou a independência em 1970.

## Período pré-colonial
Os povos austronésios teriam sido os pioneiros a ocuparem o arquipélago de Fiji por volta do século XV a.C., oriundos do Sudeste Asiático e alcançando a região via Indonésia. No milênio seguinte,  os melanésios se assentariam no arquipélago.
No século X, o Império Tu'i Tonga estabeleceu-se em Tonga, e Fiji estava dentro da esfera de sua influência. O domínio do Império trouxe costumes e linguagens dos polinésios para Fiji. O Império Tu'i Tonga declinou no século XIII.
As ilhas Vanua Levu e Viti Levu, as principais do arquipélago de Fiji, foram descobertas em 1643 pelo navegador holandês Abel Tasman. As outras ilhotas que compõem o arquipélago foram descobertas no século seguinte pelo explorador inglês James Cook. Os europeus só estabeleceram o primeiro posto de colonização em 1804

## Período colonial
As ilhas ficaram sob controlo do Reino Unido em 1874, com o estatuto de colónia.

## Período pós-independência
Em 1970 foi dada independência ao país. O governo democrático foi interrompido por dois golpes militares em 1987, provocados por uma percepção por parte das restantes comunidades de que o governo era dominado pela comunidade indo-fijiana (indiana). Em virtude desses golpes militares Fiji é expulsa da Comunidade Britânica.
Uma constituição proclamada em 1990 garantiu o controlo do país pela população fijiana, mas deu origem a grande emigração de indianos. A perda de população levou a dificuldades económicas, mas garantiu que os melanésios se tornassem maioritários no país. Em 1992 ocorrem eleições que são vencidas pelo Partido Político Fijiano.
Uma revisão realizada em 1997 tornou a constituição das Fiji mais equitativa. Realizaram-se eleições livres e pacíficas em 1999, que resultaram num governo liderado por um indo-fijiano. Um ano mais tarde, o governo foi deposto por um golpe de estado liderado por George Speight, um nacionalista fijiano de linha dura. A democracia foi restaurada em finais de 2000 e Laisenia Qarase, que liderara um governo interino desde o golpe, foi eleito primeiro-ministro.
Para um país do seu tamanho, Fiji tem forças armadas excepcionalmente eficientes, e tem sido um contribuinte importante em missões de manutenção de paz das Nações Unidas em vários pontos do globo.